# Elly Strassburger

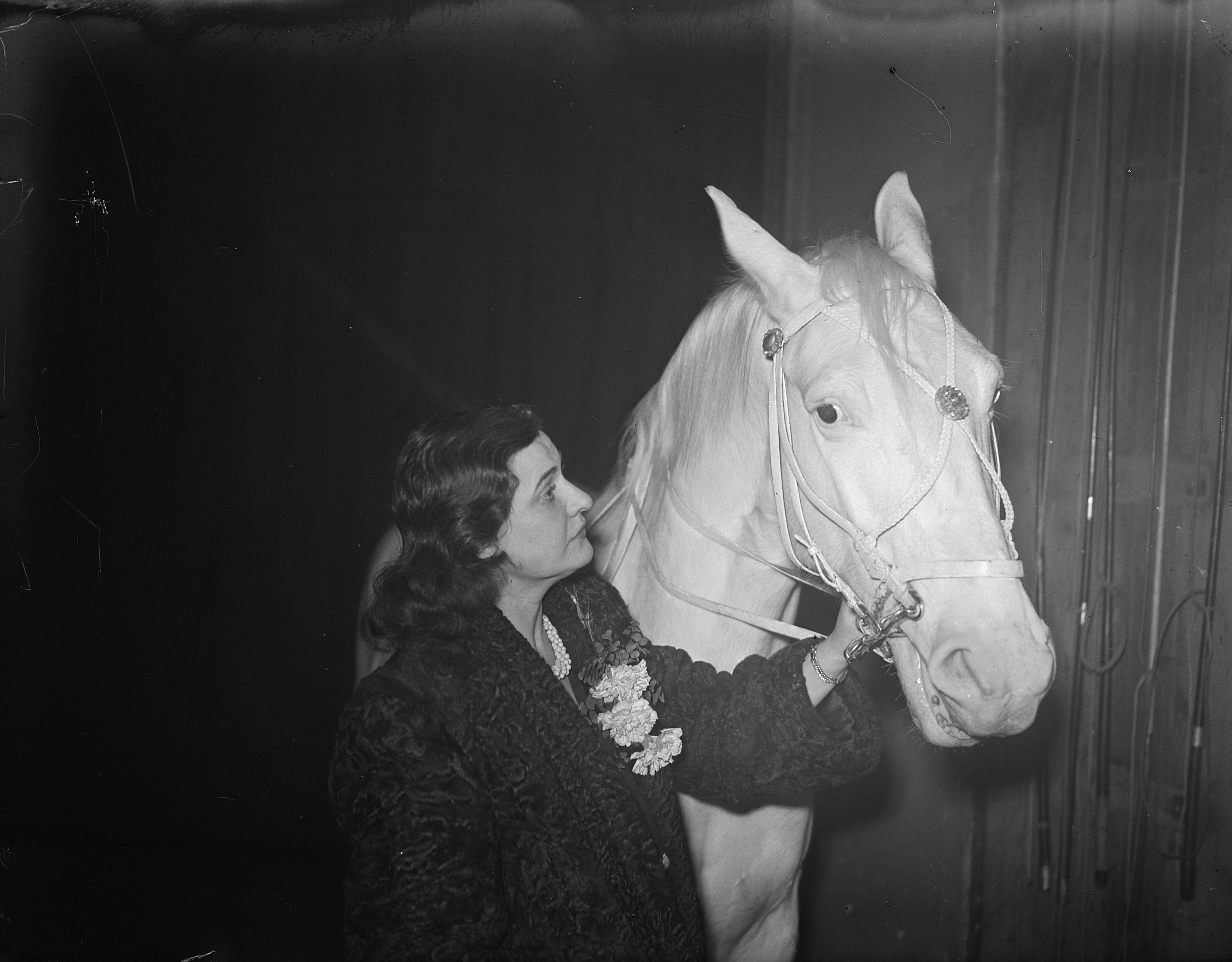
Elly Strassburger, Januar 1948

Wilhelmine „Elly“ Sophia Eleonora Strassburger (* 1. März 1910 in Bitterfeld; 7. Mai 1988 in Schloß Holte-Stukenbrock) war eine deutsch-niederländische Zirkusartistin und Zirkusdirektorin.

## Leben
Elly Strassburger wurde als Tochter des Zirkusdirektors Leopold Straßburger und von Juliane Kohsmeier (auch Kossmayer) in Bitterfeld geboren. Sie entstammte einer deutsch-jüdischen Familie mit einer langen Zirkustradition. Gemeinsam mit ihren älteren Schwestern Amanda und Regina wurde sie von ihrer Mutter streng und im römisch-katholischen Glauben erzogen. Die Schwestern wurden von einer Gouvernante unterrichtet, um während der Gastspiele des Zirkus geregelten Unterricht zu erhalten. Der von Leopold Straßburger und seinem Bruder Adolf geführte Zirkus spielte in Frankreich, Belgien, den Niederlanden und den skandinavischen Ländern. Um sie auf ihre zukünftigen Zirkustätigkeiten vorzubereiten, bekam Elly Reitunterricht, darunter Voltigieren und Pferdeakrobatik sowie Ballettunterricht und Training am Schwebebalken.

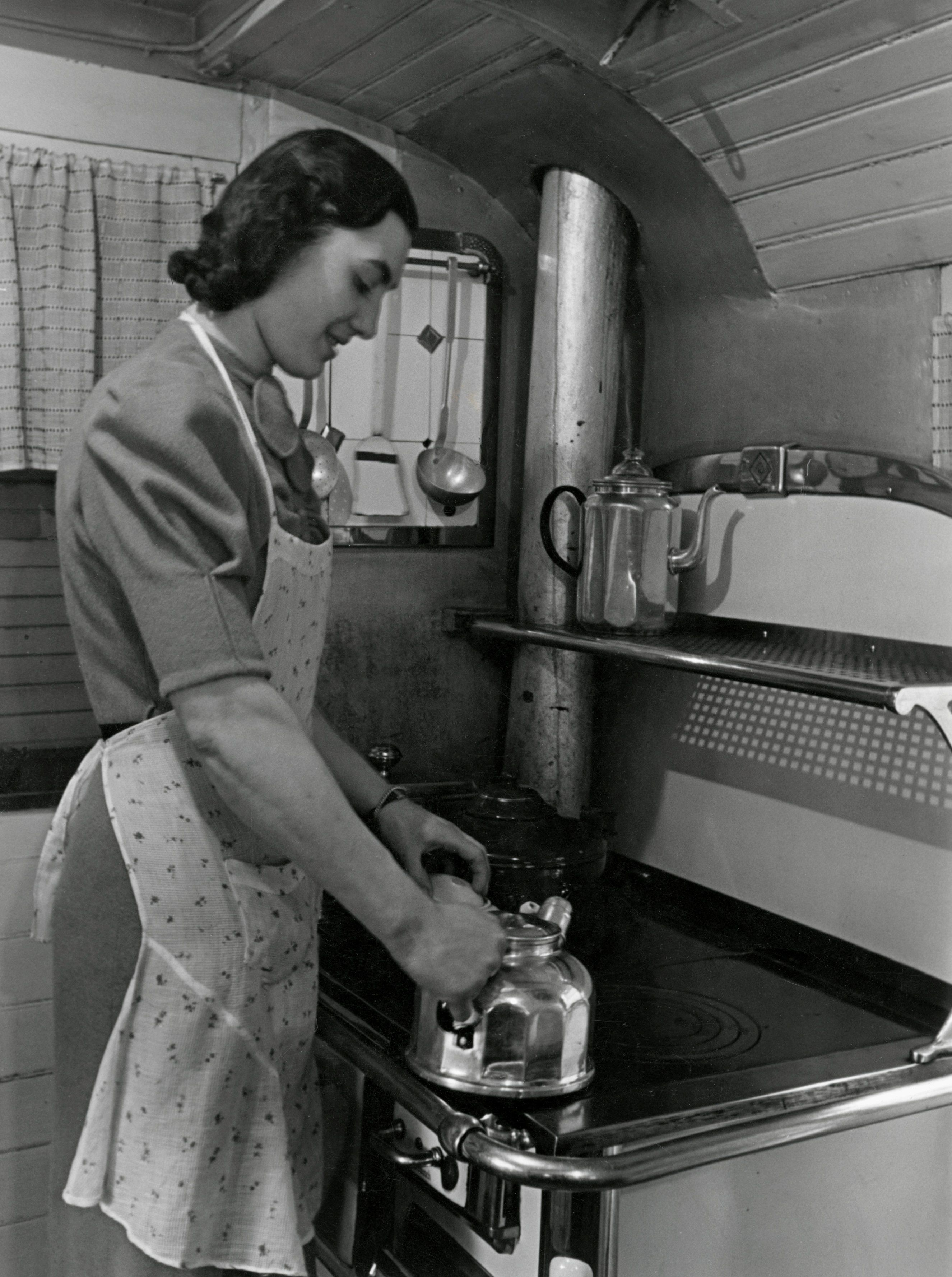
Im Wohnwagen, Februar 1941

Um 1930 gehörten zum Zirkus etwa 120 Pferde und ein Festzelt mit drei Arenen. Mit dem wachsenden Nationalsozialismus hatte der in Deutschland beheimatete Zirkus ab 1933 zunehmend mit Einschüchterungs- und Boykottaktionen gegen den „Juden-Zirkus“ zu kämpfen. Elly Strassburgers Vater und Onkel zogen sich formal aus der Geschäftsführung zurück und übertrugen ihren Besitz auf ihre als nichtjüdisch geltenden Kinder. Schließlich fand der durch Repressalien, Beschränkungen und den Krieg mittlerweile geschrumpfte und mittellose Zirkus 1940 Aufnahme in den Niederlanden und überwinterte in einer alten Reitschule an der Ecke Jonkerweg in Hilversum. Unter der Führung von Elly Strassburgers Cousin Karel konnte der Zirkus danach dank einer Partnerschaft mit dem Impresario Frans Mikkenie und mit Hilfe nichtjüdischer Pässe als „Circus Mikkenie-Strassburger“ durch die besetzten Niederlande, Belgien und Dänemark touren. Außerdem fanden ab 1941 im Winter Vorstellungen im Theater Carré in Amsterdam und während der Sommermonate im Circustheater in Scheveningen statt. Elly Strassburger kümmerte sich zunächst nur um die Garderobe und die Verwaltungsarbeiten. Erst 1943 engagierte sie sich auf Wunsch ihrer Cousins Hans und Karel in der Pferdedressur und trat als Dressurreiterin in einem weißen Abendkleid und mit langen weißen Handschuhen in der Manege auf. Nach dem Dolle Dinsdag im September 1944 und über den folgenden Hongerwinter 1944/1945 versteckte sich der Zirkus im Rotterdamer Schlachthof. Zum Kriegsende 1945 kam er in den leerstehenden Ställen der Rotterdamsche Manège unter.

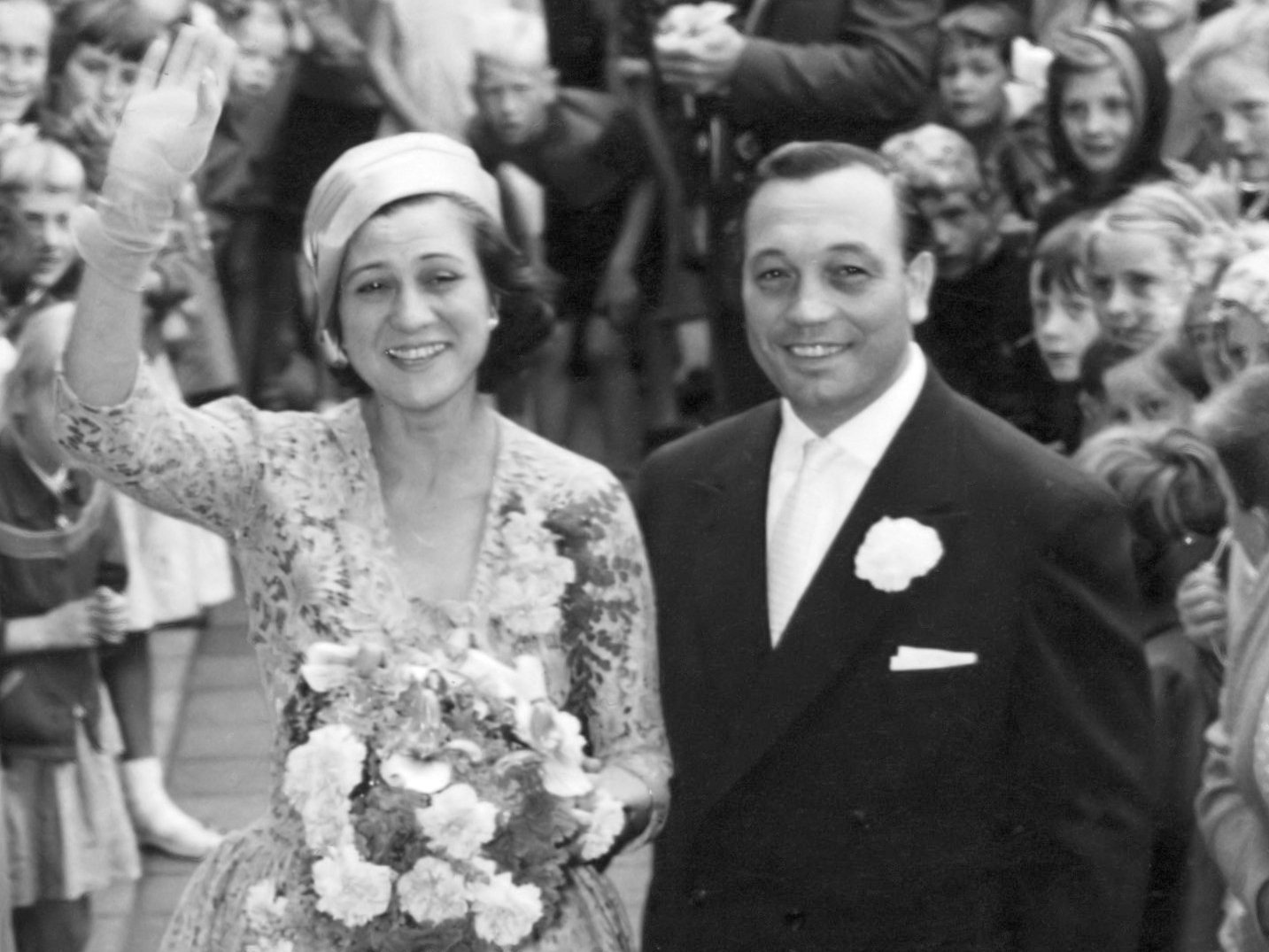
Elly Strassburger mit Harry Belli, August 1957

Nach dem Krieg wurde der „Circus Strassburger“ immer beliebter und avancierte zum Nationalzirkus der Niederlande, der regelmäßig auch von Königin Wilhelmina und Königin Juliana sowie ihren Töchtern besucht wurde. Das Winterquartier hatte der Zirkus weiterhin in Hilversum. Elly Strassburger kümmerte sich um neue und abwechslungsreiche Programme und besuchte Vorstellungen befreundeter ausländischer Zirkusse, um Ideen für ihre Aufführungen zu gewinnen. 1947 heiratete ihre Schwester Regina ihren Cousin Karel. Im Dezember 1952 wurde Elly Strassburger als niederländische Staatsbürgerin eingebürgert. Nachdem ihr Schwager Karel 1953 während einer Schwedenreise in Trelleborg ertrunken war, führte Elly mit ihrer Schwester Regina und Unterstützung von Familienmitgliedern und engen Mitarbeitern den Zirkus alleine weiter. Im August 1957 heiratete sie den Zirkusartisten Harry Edwin Stefan Belli (1914–1975). Im Jahr 1960 endete die Geschichte des Familienzirkus. Unter dem alten Namen „Circus Strassburger“ traten Elly Strassburger und ihr Mann zuletzt im Winter 1960/1961 im Theater Carré in Amsterdam auf und führten von 1961 bis 1966 ihren „Circus Belli“. Harry Belli starb 1975.
1982 wurde Elly Strassburger für ihre Verdienste um den Zirkus zum Ritter des Ordens von Oranien-Nassau ernannt. Sie zog 1986 in eine Wohnung in Hilversum, aber wohnte ab April 1988 bei ihrer Verwandten Ginele, einer Tochter von Regina und Karel, in einem eigenen Zirkuswagen im Vergnügungspark Stukenbrock. Dort starb sie im Mai 1988 und wurde im Familiengrab auf dem Friedhof „Sint Barbara“ in Hilversum beigesetzt. Zahlreiche Fotos des Zirkus′ und von Elly Strassburger befinden sich im Bestand des Nationaal Archief in Den Haag.

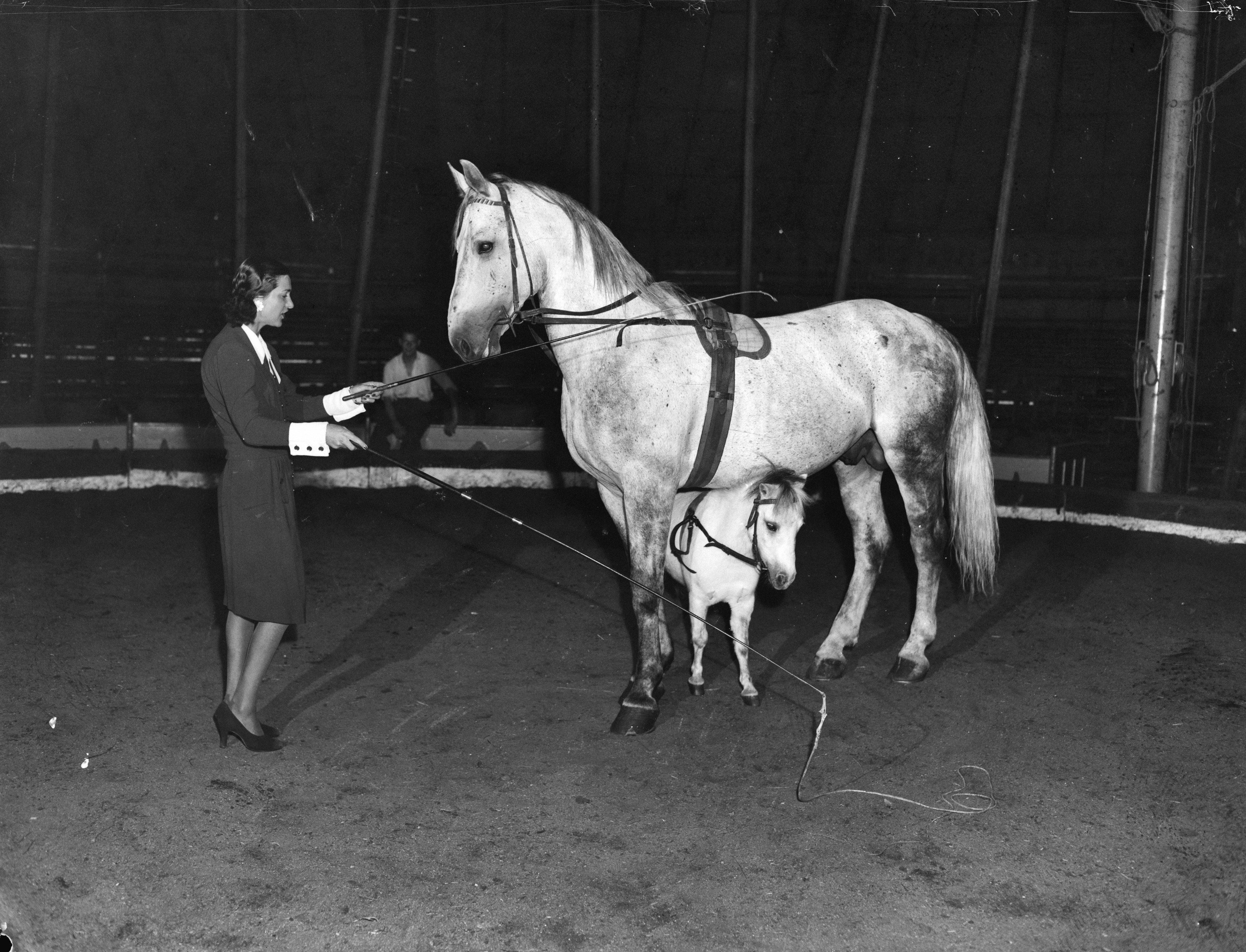
Training Juli 1946
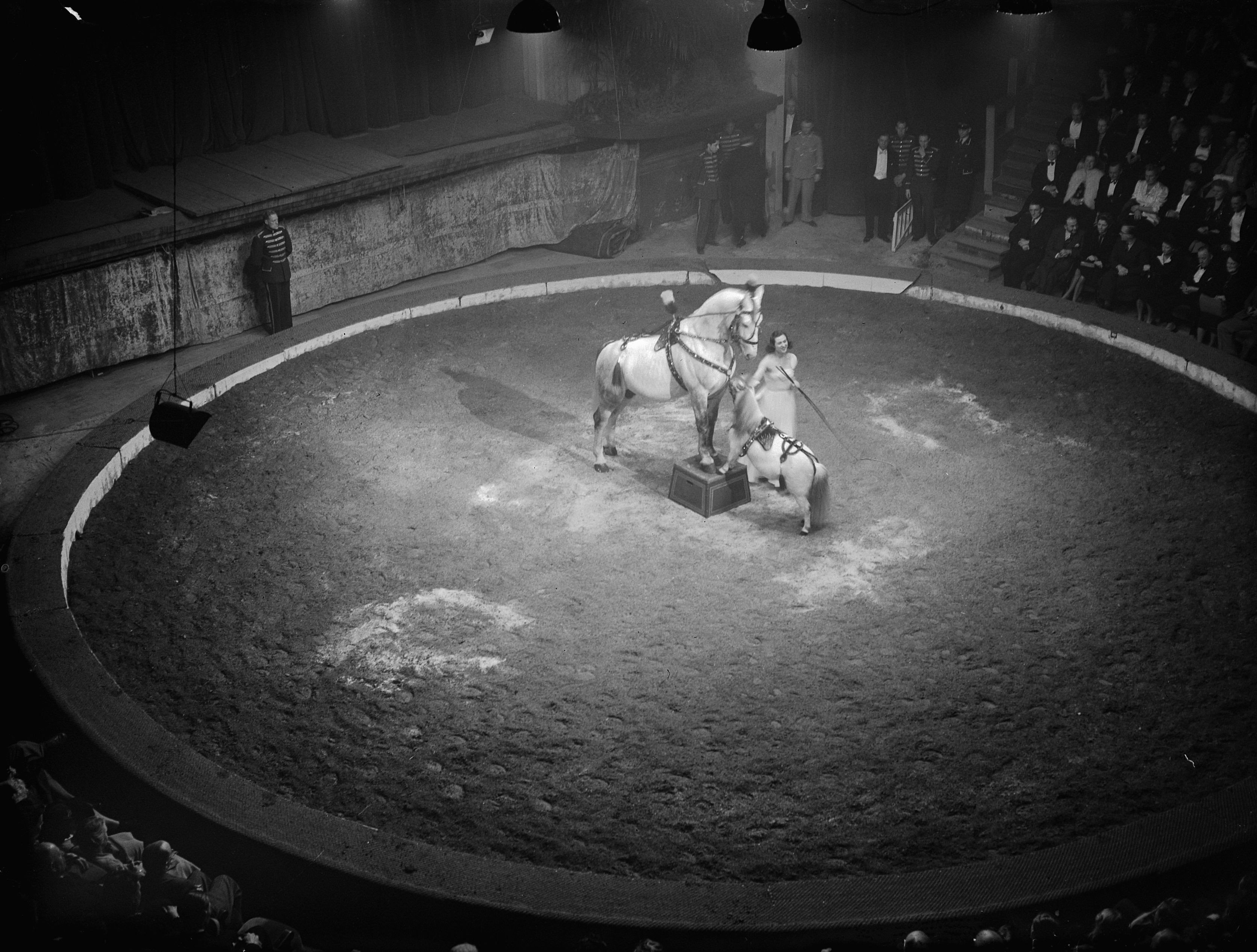
Vorstellung Dezember 1947
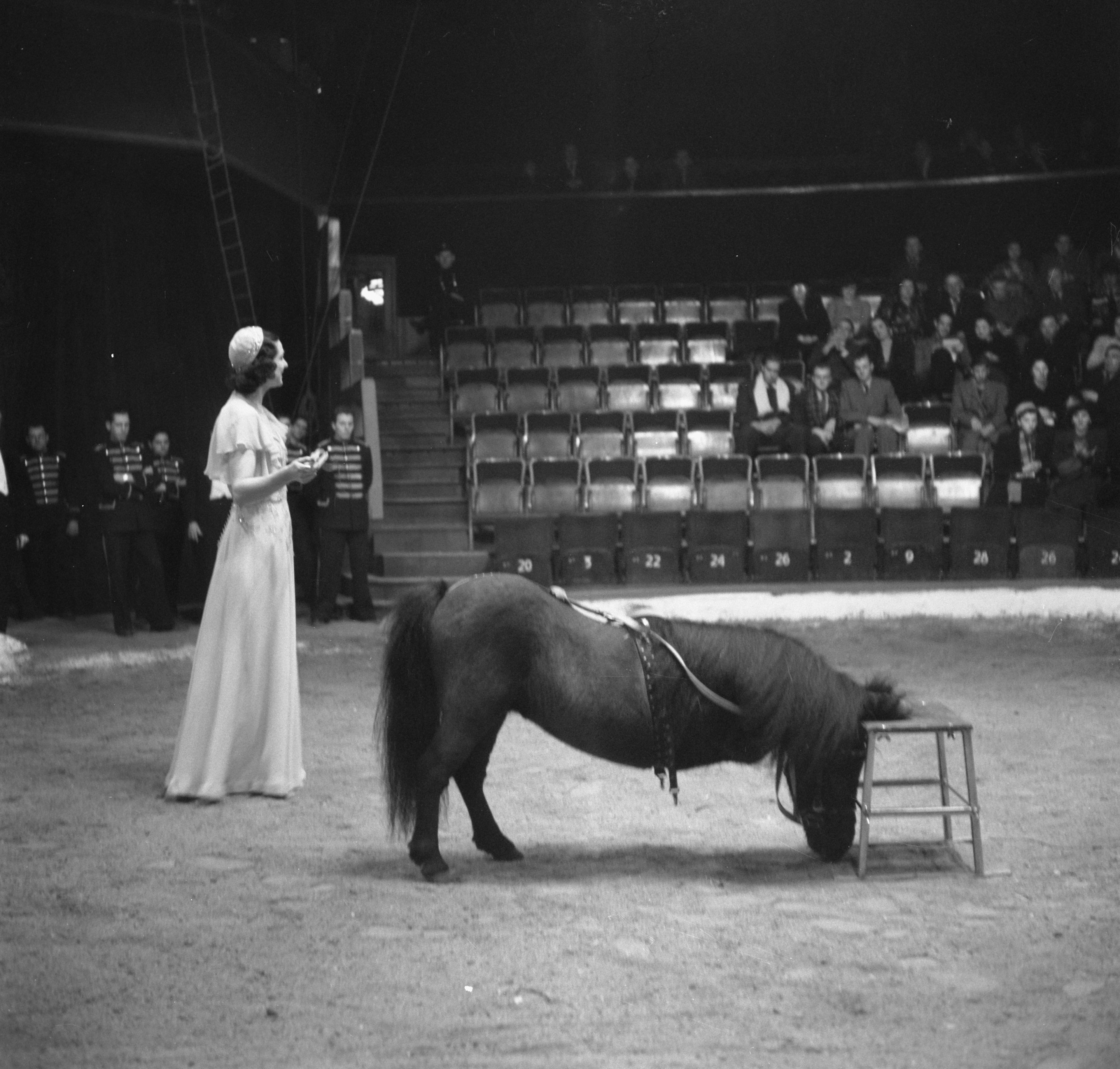
Vorstellung Dezember 1948
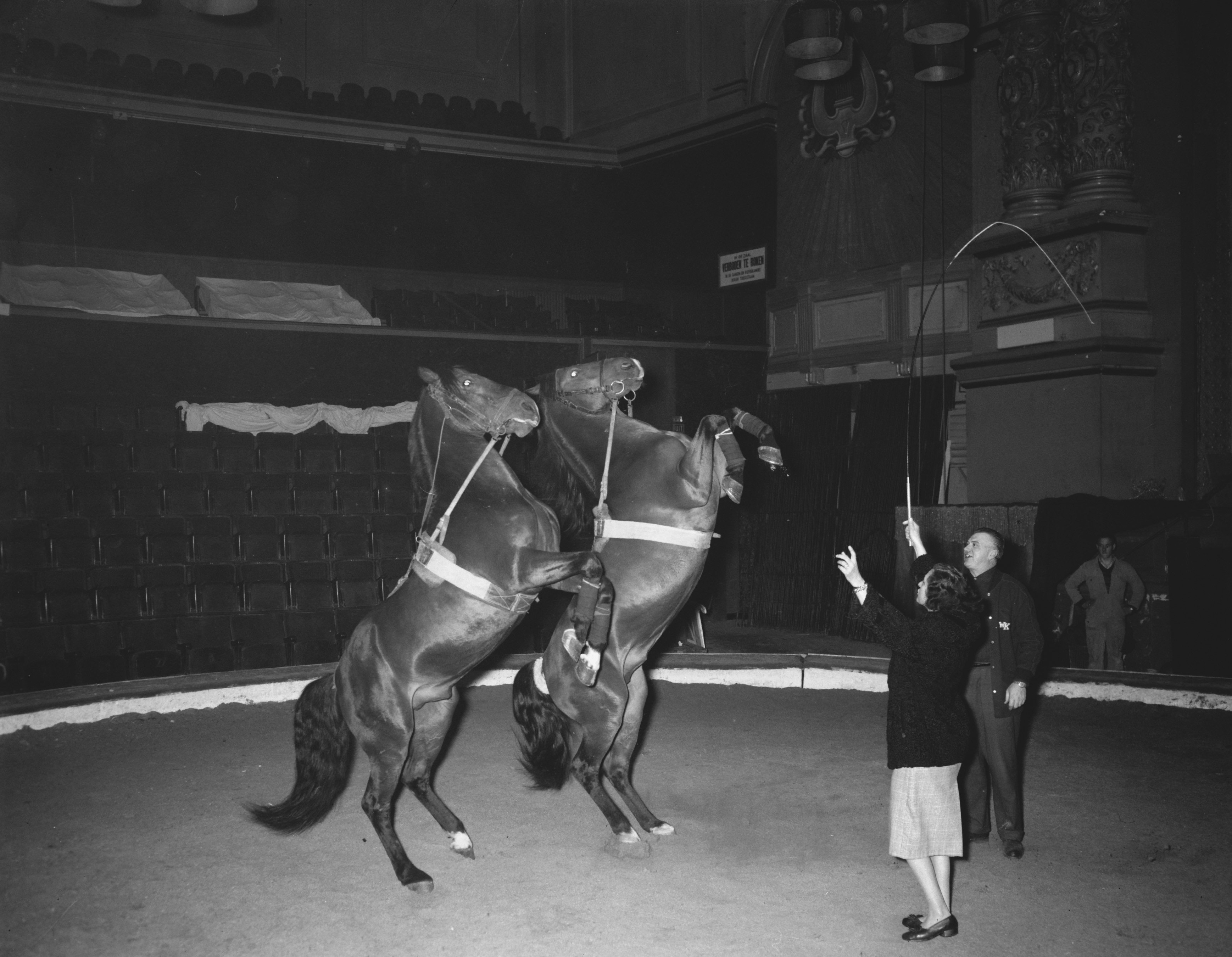
Training Dezember 1958
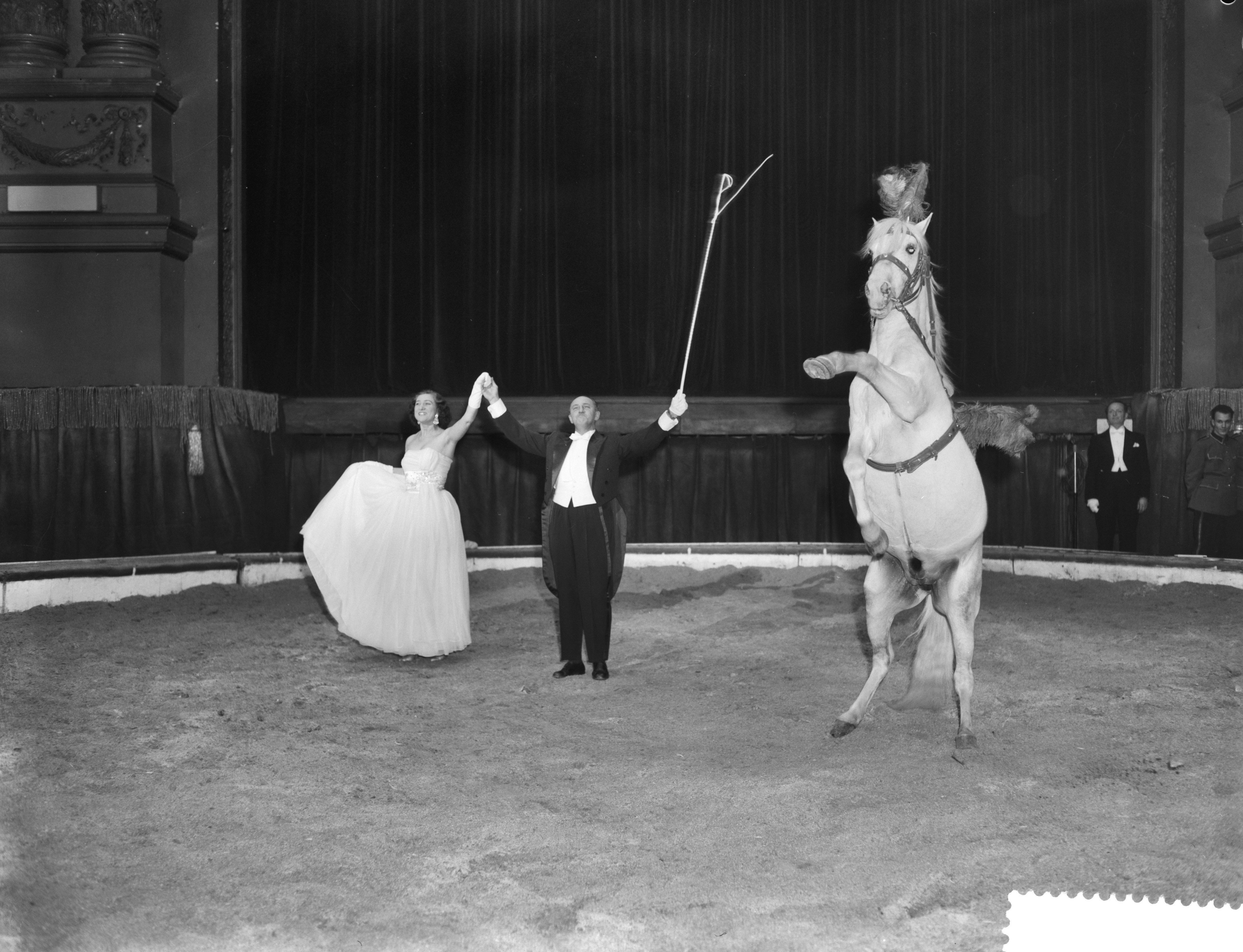
Vorstellung Dezember 1959